# Carlotta di Meclemburgo-Strelitz (duchessa)
Carlotta Giorgina Luisa Federica di Meclemburgo-Strelitz (Hannover, 17 novembre 1769 – Hildburghausen, 14 maggio 1818) è stata una duchessa tedesca.

## Biografia
Era la primogenita di Carlo II, Granduca di Meclemburgo-Strelitz, e della prima moglie Federica Carolina Luisa d'Assia-Darmstadt, figlia del Principe Giorgio Guglielmo d'Assia-Darmstadt. Insieme alle sue sorelle Luisa, Federica e Teresa, Carlotta fu considerata una delle più belle donne del suo tempo. Jean Paul Friedrich Richter dedicò il suo romanzo Il Titano alle quattro belle e nobili sorelle assise su un trono.

## Infanzia e giovinezza
Carlotta crebbe ad Hannover, dove il padre era governatore per conto del cognato, Re Giorgio III di Gran Bretagna, che risiedeva a Londra. all'età di dodici anni, perse la madre, ed il padre si risposò nel 1784 con una delle sue cognate Carlotta. La matrigna si prese cura della nipote, insieme a Magdalena di Wolzogen. Alla morte di Carlotta, avvenuta nel 1785, il padre diede le dimissioni dall'incarico di governatore, e si trasferì con i suoi figli a Darmstadt, dove le sorelle ed i fratelli di Carlotta vennero cresciuti dalla loro nonna materna, Maria Luisa Albertina di Leiningen-Dagsburg-Falkenburg. Carlotta però non li seguì, essendosi già trasferita ad Hildburghausen.

## Duchessa di Sassonia-Hildburghausen

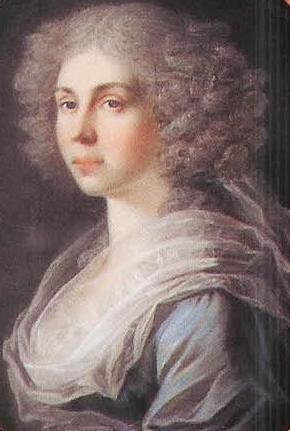
Carlotta di Sassonia-Hildburghausen (1769-1818), pastello di Johann Philipp Bach, ca.1790

Carlotta venne data in sposa al Duca Duca Federico di Sassonia-Hildburghausen. Con il matrimonio quindi, celebrato a Hildburghausen il 3 settembre 1785, Carlotta divenne duchessa consorte di Sassonia-Hildburghausen, sebbene il marito rimanesse sottosposto, sino al 1787 sotto la reggenza del pro-prozio Giuseppe Federico di Sassonia-Hildburghausen. Si trattò di un'unione infelice. Carlotta era più intelligente del marito, che iniziò ad ingnorarla. Inoltre essi furono assillati da problemi familiari. Il ducato era stato infatti portato alla rovina dalle disastrose politiche condotte dai predecessori di Federico, e sino al 1806 dovette essere sottoposto ad amministrazione controllata dell'Impero.
Sino a quel momento, il Duca e la Duchessa furono autorizzati a ricevere solo una ridotta Lista Civile. Il padre ed i due fratelli di Carlotta trascorsero lunghi periodi con lei ad Hildburghausen. Carlo nel 1787 si stabilì nella città divenendo presidente della Commissione Imperiale di Credito. Nel 1792, la nonna e le sorelle della Duchessa, si rifugiarno, di fronte all'avanzare delle truppe francesi, da Darmstadt ad Hildburghausen. In questa occazione Maria Luisa si accorse che il Duca "... di tutti i suoi doveri, adempie con zelo solo quelli coniugali. Carlotta, che non ha mai amato quest'uomo, è sempre incinta." Nel 1793, Maria Luisa abbandonò infine Hildburghausen tornando a Darmstadt, da cui mosse con le nipoti a Francoforte sul Meno, dove venne organizzato il primo incontro tra Luisa ed il suo futuro marito, Federico Guglielmo.
Carlotta mantenne intimi ed amorevoli rapporti con la sorella Federica ed i suoi parenti a Strelitz. Nel 1803 e nel 1805, i sovrani di Prussia visitarono Hildburghausen. In tali occasioni, i commissari della commissione di credito, autorizzarono i Duchi a rinnovare parte del proprio arredamento. Il 9 ottobre 1806, Carlotta stava visitando Luisa, insieme a sua sorella Teresa, nel quartier generale prussiano di Erfurt, quando Re Federico Guglielmo III di prussia, dichiarò guerra a Napoleone. Luisa aveva aiutato a stendere la bozza della relativa dichiarazione.

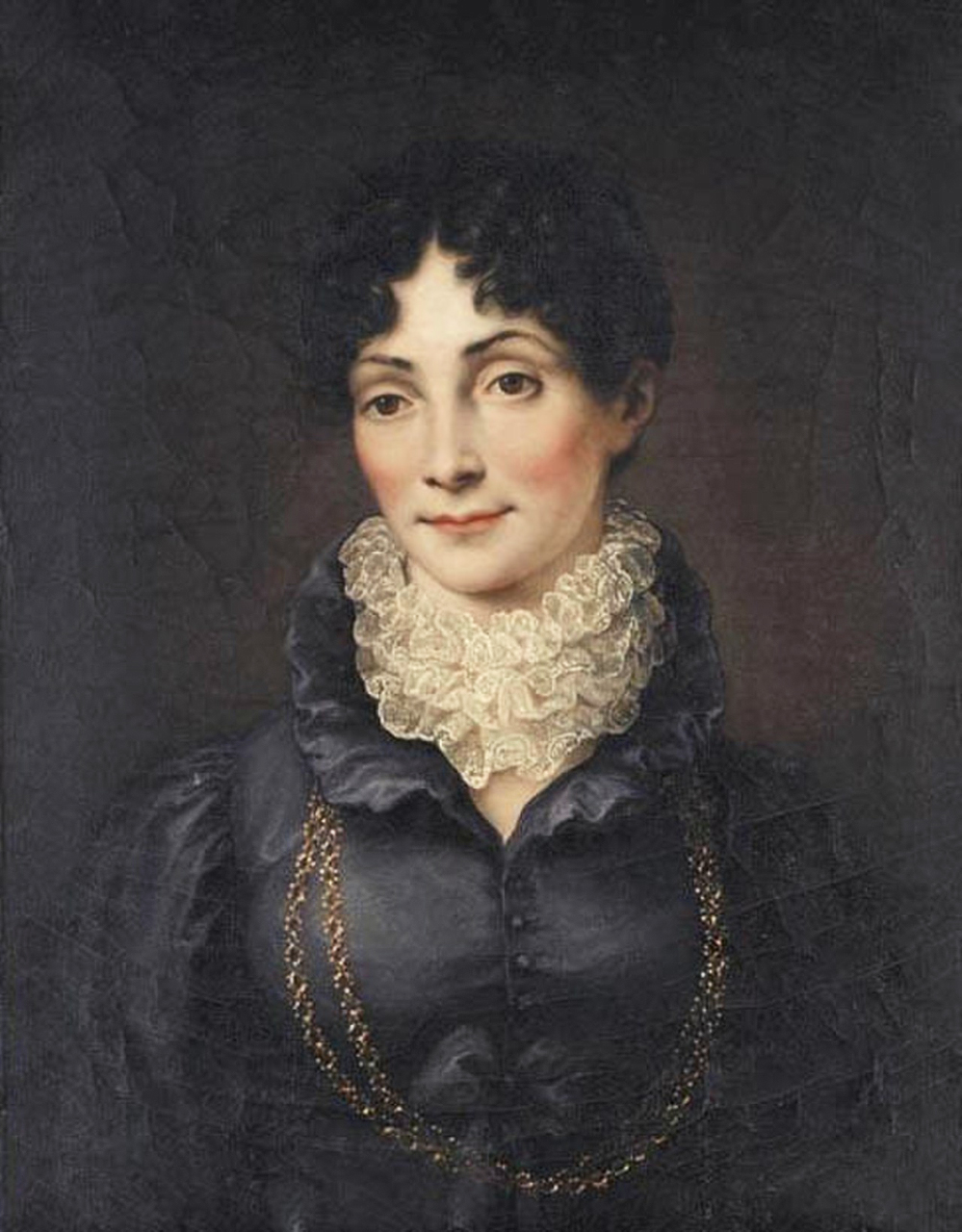
Duchessa Charlotta di Sassonia-Hildburghausen, dipinto di Heinrich Vogel, c. 1815

Christian Truchseß von Wetzhausen zu Bettenburg fu amico dei Duchi e padrino di uno dei loro figli, Edoardo. Dopo una visita fattagli da Carlotta con la figlia Teresa, all'epoca Principessa Ereditaria di Baviera, nel suo Castello di Bettenburg in Franconia, egli scrisse a Fouqué: "La nostra Principessa Ereditaria di Baviera e la Principessa Ereditaria di Weilburg stavano facendo visita alla loro madre, la Duchessa di Hildburghausen; e poiché io conosco queste figlie amorevoli sin dalla loro giovinezza, e loro sono sempre state ben disposte nei miei confronti, avvertirono l'urgenza di visitare il vecchio Truchseß nel suo castello ed esse, con il loro fratello Giorgio, il Principe Ereditario di Wilburg, il coraggioso uomo di Waterloo ed un seguito realmente esiguo vennero a trovarmi Domenica pomeriggio". Molta gente era venuta a vedere la Principessa Ereditaria di Baviera. Quando ricevette questi ospiti, Truchseß provò a far entrare per prima nel suo castello Carlotta, il cui rango era inferiore a quello di Teresa. Ma la Duchessa rifiutò, indirizzandolo verso la figlia. Al che egli replicò dicendo "Vostra Altezza mi perdonerà, ma da quando questo castello è stato costruito, le madri hanno sempre avuto la precedenza sulle proprie figlie". Dopodiché, Teresa prese l'altro braccio del barone, ed i tre varcarono insieme la soglia del castello.
Carlotta destinava circa la metà delle sue entrate annuali a poveri, alla costituzione di pensioni ed al sostegno di corsi per apprendisti. Dopo la morte della sorella Luisa, avvenuta nel 1815, fece erigere il Memoriale di Luisa nel Parco Cittadino di Hildburghausen.

## La Corte delle Muse
Carlotta fu interessata alla letteratura e promosse avidamente le arti a corte. Rilassò le regole e l'etichetta ed attrasse ad Hildburghausem musicisti, pittori e poeti, tra i quali lo scrittore Jean Paul Friedrich Richter, che arrivò nel maggio 1799. Il 25 maggio 1799 egli scrisse al suo amico Otto: "Sono qui da una settimana ormai, e sono ancora stupito. Per incominciare, immagina la celestiale Duchessa, con begli occhi simili a quelli di un bambino, il suo volto pieno di amore, attraente e giovanile, un'ugola da usignolo ed un cuore materno... Ieri, improvvisai per la corte sul pianoforte a coda. Inoltre, qui vi è un discreto gruppo di fratelli e sorelle , ed io posso essere Zizendorf".Il 27 ottobre 1799 scrisse di nuovo ad Otto: " Ero stato avvertito del fatto che la corte si sarebbe stabilita nel Jagdschloss a Seidingstadt; ci sono andato oggi. La Duchessa era già lì al mio arrivo e mi ricevette pochi minuti dopo il mio arrivo. A parte un'amante, non conosco niente di più bello della sua dolce figura".Carlotta conferì al borghese Jean Paul l'incarico di Consigliere di Legazione, ed egli si fidanzò con una delle sue dame di corte. Comunque, il fidanzamento con Caroline Feuchter von Feuchtersleben venne in seguito sciolto.
Sotto Carlotta, la corte si sviluppò sino ad esser ribattezzata la "Piccola Weimar". L'attuale slogan della città di Hildburghausen "Piccola Classica" si riferisce a questo periodo.
Al pari di Jean Paul, altri contemporanei testimoniarono lo straordinario talento di Carlotta nel canto. Ella venne soprannominata "Singlotte" e venne ritenuta una delle più grandi cantanti della sua epoca. Ella aveva ricevuto lezioni di canto durante la sua giovinezza ad Hannover da un italiano chiamato Giuliani e cantava nei concerti di corte e nei servizi religiosi. Durante la Settimana Santa, ella cantava regolarmente "La morte di Gesù" di Carl Heinrich Graun nella Chiesa di Cristo di Hildburghausen. Durante tali eventi l'intera popolazione era autorizzata ad entrare nella chiesa.

## Morte
Carlotta morì il 14 maggio 1818 dopo una lunga malattia. Sua figlia Teresa riferì alla sorella Luisa: «Otto o dieci giorni fa, nel corso di una notte carica di ansia, durante la quale la fine sembrava vicina, disse a tutti noi addio e benedì tutti voi che, pur essendole cari, eravate lontani - questo è il meglio che una buona, amorevole madre possa dare ai suoi figli ... Quella notte, quando prese commiato da noi nel modo più toccante, m'inginocchiai accanto al suo letto e chiesi la sua benedizione. Quando la sua mano si poggiò sul mio capo, parlai a nome di tutti noi, cara madre - e lei rispose... Tutti noi abbiamo ricevuto un (anello) dalle sue care mani. Ripensando a tutto ciò, il mio scopo di vivere sempre una vita degna di mia madre, crebbe sempre più saldo nel mio cuore».
Carlotta stabilì d'esser sepolta nell'appena progettato cimitero di Backsteinfeld ad Hildburghausen. Provvisoriamente, venne sepolta nella chiesa del Castello, e seppellita di nuovo a Backsteinfeld nel 1819. La sua tomba venne progettata da Heim, il carpentiere di corte, e venne terminate nel 1824. I candelabri in bronzo verde poggiano su quattro globi ed hanno in cima fiamme ardenti in piombo posizionate un guscio. L'iscrizione fu composta da Friedrich Carl Ludwig Sickler. La volta ha un'altezza di circa 4 metri e un diametro di circa 12 metri. Quando la chiesa del castello venne convertita in una sala d'udienza, i corpi di tutti i reali vennero trasferiti dalla cripta ducale nella tomba di Carlotta.
Carlotta fu l'ultima duchessa consorte di Sassonia-Hildburghausen, nel 1826 infatti i Wettin si ridistribuirono le terre di famiglia e Federico divenne duca di Sassonia-Altenburg.

## Discendenza
Carlotta diede al marito dodici figli:
- Giuseppe Giorgio Carlo Federico (Hildburghausen, 12 giugno 1786-Hildburghausen, 30 luglio 1786);
- Caterina Carlotta Giorgina Federica (Hildburghausen, 17 giugno 1787-Bamberga, 12 dicembre 1847), sposò il principe Paolo Federico di Württemberg;
- Carlotta Augusta (Hildburghausen, 29 luglio 1788-Hildburghausen, 29 luglio 1788);
- Giuseppe Giorgio Federico (Hildburghausen, 27 agosto 1789-Altenburg, 25 novembre 1868), sposò Amalia di Württemberg;
- Luisa Federica Maria Carolina (Hildburghausen, 18 gennaio 1791-Hildburghausen, 25 marzo 1791);
- Teresa Carlotta Luisa Federica Amalia (Hildburghausen, 8 luglio 1792-Monaco, 26 ottobre 1854), sposò Ludovico I di Baviera;
- Carlotta Luisa Federica Amalia Alessandrina (Hildburghausen, 28 gennaio 1794-Biebrich, 6 aprile 1825), sposò il duca Guglielmo di Nassau-Weilburg;
- Francesco Federico Carlo Luigi (Hildburghausen, 13 aprile 1795-Hildburghausen, 28 maggio 1800);
- Giorgio, Duca di Sassonia-Altenburg (Hildburghausen, 24 luglio 1796-Hummelshain, 3 agosto 1853), sposò Maria di Mecklenburg-Schwerin;
- Federico Guglielmo Carlo Giuseppe (Hildburghausen, 4 ottobre 1801-Altenburg, 1º luglio 1870);
- Massimiliano Carlo Adolfo Enrico (Hildburghausen, 19 febbraio 1803-Hildburghausen, 29 marzo 1803);
- Edoardo Carlo Guglielmo Cristiano (Hildburghausen, 3 luglio 1804-Monaco, 16 maggio 1852), sposò Amalia di Hohenzollern-Sigmaringen.

## Ascendenza
|                                                                 |                                         |                                                                             | Genitori                                                   |  |  | Nonni |  |  | Bisnonni                                         |  |  | Trisnonni                                       |  |
|                                                                 |                                         |                                                                             |                                                            |  |  |       |  |  | Adolfo Federico II, Duca di Meclemburgo-Strelitz |  |  | Adolfo Federico I, Duca di Meclemburgo-Schwerin |  |
|                                                                 |                                         |                                                                             |                                                            |  |  |       |  |  | Adolfo Federico II, Duca di Meclemburgo-Strelitz |  |  | Adolfo Federico I, Duca di Meclemburgo-Schwerin |  |
|                                                                 |                                         | Duchessa Maria Caterina di Brunswick-Dannenberg                             |                                                            |  |  |       |  |  | Adolfo Federico II, Duca di Meclemburgo-Strelitz |  |  |                                                 |  |
| Duca Carlo Luigi Federico di Meclemburgo, Principe di Mirow     |                                         |                                                                             |                                                            |  |  |       |  |  | Adolfo Federico II, Duca di Meclemburgo-Strelitz |  |  |                                                 |  |
|                                                                 |                                         | Principessa Cristiana Emilia di Schwarzburg-Sondershausen                   | Cristiano Guglielmo, Principe di Schwarzburg-Sondershausen |  |  |       |  |  |                                                  |  |  |                                                 |  |
|                                                                 |                                         | Principessa Cristiana Emilia di Schwarzburg-Sondershausen                   | Cristiano Guglielmo, Principe di Schwarzburg-Sondershausen |  |  |       |  |  |                                                  |  |  |                                                 |  |
|                                                                 |                                         | Principessa Cristiana Emilia di Schwarzburg-Sondershausen                   | Contessa Antonia Sibilla di Barby-Mühlingen                |  |  |       |  |  |                                                  |  |  |                                                 |  |
| Carlo II, Duca di Meclemburgo-Strelitz                          |                                         | Principessa Cristiana Emilia di Schwarzburg-Sondershausen                   |                                                            |  |  |       |  |  |                                                  |  |  |                                                 |  |
|                                                                 |                                         | Ernesto Federico I, Duca di Sassonia-Hildburghausen                         | Ernesto, Duca di Sassonia-Hildburghausen                   |  |  |       |  |  |                                                  |  |  |                                                 |  |
|                                                                 |                                         | Ernesto Federico I, Duca di Sassonia-Hildburghausen                         | Ernesto, Duca di Sassonia-Hildburghausen                   |  |  |       |  |  |                                                  |  |  |                                                 |  |
|                                                                 |                                         | Ernesto Federico I, Duca di Sassonia-Hildburghausen                         | Contessa Sofia Enrichetta di Waldeck                       |  |  |       |  |  |                                                  |  |  |                                                 |  |
| Principessa Elisabetta Albertina di Sassonia-Hildburghausen     |                                         | Ernesto Federico I, Duca di Sassonia-Hildburghausen                         |                                                            |  |  |       |  |  |                                                  |  |  |                                                 |  |
|                                                                 |                                         | Contessa Sofia Albertina di Erbach-Erbach                                   | Giorgio Luigi I, Conte di Erbach-Erbach                    |  |  |       |  |  |                                                  |  |  |                                                 |  |
|                                                                 |                                         | Contessa Sofia Albertina di Erbach-Erbach                                   | Giorgio Luigi I, Conte di Erbach-Erbach                    |  |  |       |  |  |                                                  |  |  |                                                 |  |
|                                                                 |                                         | Contessa Sofia Albertina di Erbach-Erbach                                   | Contessa Amalia Caterina di Waldeck                        |  |  |       |  |  |                                                  |  |  |                                                 |  |
| Duchessa Carlotta Giorgina di Meclemburgo-Strelitz              |                                         | Contessa Sofia Albertina di Erbach-Erbach                                   |                                                            |  |  |       |  |  |                                                  |  |  |                                                 |  |
|                                                                 | Luigi VIII, Langravio d'Assia-Darmstadt | Ernesto Luigi, Langravio d'Assia-Darmstadt                                  |                                                            |  |  |       |  |  |                                                  |  |  |                                                 |  |
|                                                                 | Luigi VIII, Langravio d'Assia-Darmstadt | Ernesto Luigi, Langravio d'Assia-Darmstadt                                  |                                                            |  |  |       |  |  |                                                  |  |  |                                                 |  |
|                                                                 | Luigi VIII, Langravio d'Assia-Darmstadt | Margravia Dorotea Carlotta di Brandeburgo-Ansbach                           |                                                            |  |  |       |  |  |                                                  |  |  |                                                 |  |
| Langravio Principe Giorgio Guglielmo d'Assia-Darmstadt          | Luigi VIII, Langravio d'Assia-Darmstadt |                                                                             |                                                            |  |  |       |  |  |                                                  |  |  |                                                 |  |
|                                                                 |                                         | Contessa Carlotta di Hanau-Lichtenberg                                      | Giovanni Reinardo III, Conte di Hanau-Lichtenberg          |  |  |       |  |  |                                                  |  |  |                                                 |  |
|                                                                 |                                         | Contessa Carlotta di Hanau-Lichtenberg                                      | Giovanni Reinardo III, Conte di Hanau-Lichtenberg          |  |  |       |  |  |                                                  |  |  |                                                 |  |
|                                                                 |                                         | Contessa Carlotta di Hanau-Lichtenberg                                      | Margravia Dorotea Federica di Brandeburgo-Ansbach          |  |  |       |  |  |                                                  |  |  |                                                 |  |
| Principessa Federica d'Assia-Darmstadt                          |                                         | Contessa Carlotta di Hanau-Lichtenberg                                      |                                                            |  |  |       |  |  |                                                  |  |  |                                                 |  |
|                                                                 |                                         | Conte Cristiano Carlo Reinardo di Leiningen-Dachsburg-Falkenburg-Heidesheim | Giovanni, Conte di Leiningen-Dagsburg-Falkenburg           |  |  |       |  |  |                                                  |  |  |                                                 |  |
|                                                                 |                                         | Conte Cristiano Carlo Reinardo di Leiningen-Dachsburg-Falkenburg-Heidesheim | Giovanni, Conte di Leiningen-Dagsburg-Falkenburg           |  |  |       |  |  |                                                  |  |  |                                                 |  |
|                                                                 |                                         | Conte Cristiano Carlo Reinardo di Leiningen-Dachsburg-Falkenburg-Heidesheim | Contessa Giovanna Maddalena di Hanau-Lichtenberg           |  |  |       |  |  |                                                  |  |  |                                                 |  |
| Contessa Maria Luisa Albertina di Leiningen-Dagsburg-Falkenburg |                                         | Conte Cristiano Carlo Reinardo di Leiningen-Dachsburg-Falkenburg-Heidesheim |                                                            |  |  |       |  |  |                                                  |  |  |                                                 |  |
|                                                                 |                                         | Contessa Caterina Polissena di Solms-Rödelheim e Assenheim                  | Conte Ludovico di Solms-Rödelheim                          |  |  |       |  |  |                                                  |  |  |                                                 |  |
|                                                                 |                                         | Contessa Caterina Polissena di Solms-Rödelheim e Assenheim                  | Conte Ludovico di Solms-Rödelheim                          |  |  |       |  |  |                                                  |  |  |                                                 |  |
|                                                                 |                                         | Contessa Caterina Polissena di Solms-Rödelheim e Assenheim                  | Contessa Carlotta Sibilla di Ahlefeld                      |  |  |       |  |  |                                                  |  |  |                                                 |  |
|                                                                 |                                         | Contessa Caterina Polissena di Solms-Rödelheim e Assenheim                  |                                                            |  |  |       |  |  |                                                  |  |  |                                                 |  |